# Пертунмаа
Пе́ртунмаа (фин. Pertunmaa) — муниципалитет (община) в провинции Южное Саво в Восточной Финляндии.
Находится в 170 километрах к северо-востоку от Хельсинки и в 294 км от Турку посередине Финского озерного района. Муниципалитет расположен на границе между историческими провинциями Финляндии Хяме и Саво.
Население на 31 августа 2017 года составляло 1 766 человек. Занимает площадь — 454.2 км², из которых
79.7 км² приходится на водную поверхность. Плотность населения составляла 4.72 чел / км².
В состав муниципалитета входят деревни Kuortti, Lihavanpää, Mansikkamäki, Nipuli, Ruorasmäki, Joutsjärvi, Hölttä, Hartosenpää, Kuhajärvi, Karankamäki, Kälkyttä.
Здесь преобладает финский язык.

## История
Первое письменное упоминание о Пертунмаа датируется 1559 годом.